# Chinko
Le Chinko est une rivière d'Afrique centrale qui coule en République centrafricaine. C'est un affluent important du Mbomou en rive droite, donc un sous-affluent du fleuve Congo par le Mbomou puis par l'Oubangui.

## Géographie
Le Chinko prend sa source, au nord-est de la Centrafrique, à proximité immédiate de la frontière soudanaise (sud de la région du Darfour), à une centaine de kilomètres au sud-est des sources de la rivière  Kotto. Elle coule d'emblée vers le sud, direction qu'elle maintient tout au long de son parcours, à l'exception des cent derniers kilomètres où elle adopte l'orientation du sud-ouest. Dans son cours supérieur, elle forme frontière entre les préfectures de la Haute-Kotto et du Haut-Mbomou. Elle se jette dans le Mbomou en rive droite au niveau de la ville de Rafai, face au territoire de la république démocratique du Congo.

## Hydrométrie - Les débits à Rafaï
Le débit de la rivière a été observé pendant 21 ans (1952-1973) à Rafaï, localité de Centrafrique située à peu de distance de sa confluence avec le Mbomou et à une altitude de 510 mètres.
À Rafai, le débit annuel moyen ou module observé sur cette période a été de 397 m3/s pour une surface prise en compte de 52 308 km2, correspondant à la presque totalité du bassin versant de la rivière.
La lame d'eau écoulée dans le bassin atteint ainsi le chiffre de 239 millimètres par an, ce qui peut être considéré comme assez abondant dans le contexte du climat de savane régnant dans la plus grande partie de son bassin.
Le Chinko est un cours d'eau bien alimenté mais assez irrégulier. On observe chaque année l'alternance des deux périodes classiques dans la région des savanes de l'hémisphère nord : celle des basses eaux d'hiver-printemps et celle des hautes eaux d'été-automne, périodes correspondant aux saisons sèche et humide des régions traversées. Le débit moyen mensuel observé en mars (minimum d'étiage) atteint 56 m3/s, soit une vingtaine de fois moins que le débit moyen du mois d'octobre, ce qui montre une irrégularité saisonnière plus importante que celle de la Kotto dont le bassin lui est contigu à l'ouest. Sur la durée d'observation de 21 ans, le débit mensuel minimal a été de 8 m3/s, tandis que le débit mensuel maximal s'élevait à 1 790 m3/s.